# Oscar 2017
Cea de-a 89-a ediție a Premiilor Academiei Americane de Film s-a desfășurat la 26 februarie 2017 la Teatrul Dolby din Hollywood, Los Angeles, începând cu ora 5:30 pm PST (8:30 pm EST⁠(en)[traduceți]). Evenimentul a fost televizat de către ABC și a fost produs de Michael De Luca și Jennifer Todd. Comediantul Jimmy Kimmel a găzduit ceremonia pentru prima dată.

## Nominalizări
| Cel mai bun film - Moonlight – Adele Romanski, Dede Gardner, and Jeremy Kleiner - Arrival – Shawn Levy, Dan Levine, Aaron Ryder, and David Linde - Fences – Scott Rudin, Denzel Washington, and Todd Black - Hacksaw Ridge – Bill Mechanic and David Permut - Hell or High Water – Carla Hacken and Julie Yorn - Hidden Figures – Donna Gigliotti, Peter Chernin, Jenno Topping, Pharrell Williams, and Theodore Melfi - La La Land – Fred Berger, Jordan Horowitz, and Marc Platt - Lion – Emile Sherman, Iain Canning, and Angie Fielder - Manchester by the Sea – Matt Damon, Kimberly Steward, Chris Moore, Lauren Beck, and Kevin J. Walsh | Cel mai bun regizor - Damien Chazelle – La La Land - Denis Villeneuve – Arrival - Mel Gibson – Hacksaw Ridge - Kenneth Lonergan – Manchester by the Sea - Barry Jenkins – Moonlight |
| Cel mai bun actor - Casey Affleck – Manchester by the Sea as Lee Chandler - Andrew Garfield – Hacksaw Ridge as Desmond T. Doss - Ryan Gosling – La La Land as Sebastian Wilder - Viggo Mortensen – Captain Fantastic as Ben Cash - Denzel Washington – Fences as Troy Maxson | Cea mai bună actriță - Emma Stone – La La Land as Mia Dolan - Isabelle Huppert – Elle as Michèle Leblanc - Ruth Negga – Loving as Mildred Loving - Natalie Portman – Jackie as Jackie Kennedy - Meryl Streep – Florence Foster Jenkins as Florence Foster Jenkins |
| Cel mai bun actor în rol secundar - Mahershala Ali – Moonlight as Juan - Jeff Bridges – Hell or High Water as Marcus Hamilton - Lucas Hedges – Manchester by the Sea as Patrick Chandler - Dev Patel – Lion as Saroo Brierley - Michael Shannon – Nocturnal Animals as Detective Bobby Andes | Cea mai bună actriță în rol secundar - Viola Davis – Fences as Rose Maxson - Naomie Harris – Moonlight as Paula - Nicole Kidman – Lion as Sue Brierley - Octavia Spencer – Hidden Figures as Dorothy Vaughan - Michelle Williams – Manchester by the Sea as Randi |
| Cel mai bun scenariu original - Manchester by the Sea – Kenneth Lonergan - Hell or High Water – Taylor Sheridan - La La Land – Damien Chazelle - The Lobster – Yorgos Lanthimos and Efthimis Filippou - 20th Century Women – Mike Mills | Cel mai bun scenariu adaptat - Moonlight – Barry Jenkins and Tarell Alvin McCraney from In Moonlight Black Boys Look Blue by Tarell Alvin McCraney - Arrival – Eric Heisserer from "Story of Your Life" by Ted Chiang - Fences – August Wilson from Fences by August Wilson (posthumous nomination) - Hidden Figures – Allison Schroeder and Theodore Melfi from Hidden Figures by Margot Lee Shetterly - Lion – Luke Davies from A Long Way Home by Saroo Brierley and Larry Buttrose                                                               |
| Cel mai bun film de animație - Zootopia – Byron Howard, Rich Moore, and Clark Spencer - Kubo and the Two Strings – Travis Knight and Arianne Sutner - Moana – John Musker, Ron Clements, and Osnat Shurer - My Life as a Zucchini – Claude Barras and Max Karli - The Red Turtle – Michaël Dudok de Wit and Toshio Suzuki | Cel mai bun film străin - Forushande (Iran) în persană – Asghar Farhadi - Under sandet (Danemarca) în daneză – Martin Zandvliet - En man som heter Ove (Suedia) în suedeză – Hannes Holm - Tanna (Australia) în Nauvhal – Martin Butler și Bentley Dean - Toni Erdmann (Germania) in germană – Maren Ade |
| Cel mai bun film documentar - O.J.: Made in America – Ezra Edelman and Caroline Waterlow - Fire at Sea – Gianfranco Rosi and Donatella Palermo - I Am Not Your Negro – Raoul Peck, Rémi Grellety, and Hébert Peck - Life, Animated – Roger Ross Williams and Julie Goldman - 13th – Ava DuVernay, Spencer Averick, and Howard Barish | Cel mai bun scurt-metraj documentar - The White Helmets – Orlando von Einsiedel și Joanna Natasegara - Extremis – Dan Krauss - 4.1 Miles – Daphne Matziaraki - Joe's Violin – Kahane Cooperman and Raphaela Neihausen - Watani: My Homeland – Marcel Mettelsiefen and Stephen Ellis |
| Cel mai bun scurt metraj - Sing – Kristóf Deák și Anna Udvardy - Ennemis intérieurs – Sélim Azzazi - La Femme et le TGV – Timo von Gunten și Giacun Caduff - Silent Nights – Aske Bang și Kim Magnusson - Timecode – Juanjo Giménez | Cel mai bun scurt metraj de animație - Piper – Alan Barillaro and Marc Sondheimer - Blind Vaysha – Theodore Ushev - Borrowed Time – Andrew Coats and Lou Hamou-Lhadj - Pear Cider and Cigarettes – Robert Valley and Cara Speller - Pearl – Patrick Osborne |
| Cea mai bună coloană sonoră - La La Land – Justin Hurwitz - Jackie – Mica Levi - Lion – Dustin O'Halloran and Hauschka - Moonlight – Nicholas Britell - Passengers – Thomas Newman | Cea mai bună melodie originală - "City of Stars" from La La Land – Music by Justin Hurwitz, Lyric by Benj Pasek and Justin Paul - "Audition (The Fools Who Dream)" from La La Land – Music by Justin Hurwitz, Lyric by Benj Pasek and Justin Paul - "Can't Stop the Feeling!" from Trolls – Music and Lyric by Justin Timberlake, Max Martin, and Karl Johan Schuster (Shellback) - "The Empty Chair" from Jim: The James Foley Story – Music and Lyric by J. Ralph and Sting - "How Far I'll Go" from Moana – Music and Lyric by Lin-Manuel Miranda |
| Cea mai bună editare sonoră - Arrival – Sylvain Bellemare - Deepwater Horizon – Wylie Stateman and Renée Tondelli - Hacksaw Ridge – Robert Mackenzie and Andy Wright - La La Land – Ai-Ling Lee and Mildred Iatrou Morgan - Sully – Alan Robert Murray and Bub Asman | Cel mai bun mixaj sonor - Hacksaw Ridge – Kevin O'Connell, Andy Wright, Robert Mackenzie, and Peter Grace - Arrival – Bernard Gariépy Strobl and Claude La Haye - La La Land – Andy Nelson, Ai-Ling Lee, and Steve A. Morrow - Rogue One: A Star Wars Story – David Parker, Christopher Scarabosio, and Stuart Wilson - 13 Hours: The Secret Soldiers of Benghazi – Greg P. Russell, Gary Summers, Jeffrey J. Haboush, and Mac Ruth |
| Cele mai bune decoruri - La La Land – David Wasco and Sandy Reynolds-Wasco - Arrival – Patrice Vermette and Paul Hotte - Fantastic Beasts and Where to Find Them – Stuart Craig and Anna Pinnock - Hail, Caesar! – Jess Gonchor and Nancy Haigh - Passengers – Guy Hendrix Dyas and Gene Serdena | Cea mai bună imagine - La La Land – Linus Sandgren - Arrival – Bradford Young - Lion – Greig Fraser - Moonlight – James Laxton - Silence – Rodrigo Prieto |
| Cel mai bun machiaj - Suicide Squad – Alessandro Bertolazzi, Giorgio Gregorini, and Christopher Nelson - En man som heter Ove – Eva von Bahr și Love Larson - Star Trek Beyond – Joel Harlow și Richard Alonzo | Cele mai bune costume - Fantastic Beasts and Where to Find Them – Colleen Atwood - Allied – Joanna Johnston - Florence Foster Jenkins – Consolata Boyle - Jackie – Madeline Fontaine - La La Land – Mary Zophres |
| Cel mai bun montaj - Hacksaw Ridge – John Gilbert - Arrival – Joe Walker - Hell or High Water – Jake Roberts - La La Land – Tom Cross - Moonlight – Nat Sanders and Joi McMillon | Cele mai bune efecte vizuale - The Jungle Book – Robert Legato, Adam Valdez, Andrew R. Jones, and Dan Lemmon - Deepwater Horizon – Craig Hammeck, Jason Snell, Jason Billington, and Burt Dalton - Doctor Strange – Stephane Ceretti, Richard Bluff, Vincent Cirelli, and Paul Corbould - Kubo and the Two Strings – Steve Emerson, Oliver Jones, Brian McLean, and Brad Schiff - Rogue One: A Star Wars Story – John Knoll, Mohen Leo, Hal Hickel, and Neil Corbould                                                                                |